# Comita II d'Arborée
 Comita II d'Arborée  (mort vers 1147) est juge d'Arborée de 1131  à 1147 .

## Contexte
Comita II (parfois nommé Comita III) est vraisemblablement le fils de Gonario II, fondateur de la dynastie dite de « Lacon-Serra ». Il est l'époux d'Elena d'Orrubu, mère de Barisone II d'Arborée. Les dates précises et la chronologie des évènements de son règne sont obscures.
Comita succède à Costantino Ier, qui meurt prématurément. La succession se fait vers 1131, quand on enregistre les premiers contacts avec la République de Gènes. En 1130, Costantino, Gonario II de Torres, et Comita Ier de Gallura se déclarent les fidèles de l'archidiocèse de Pise. En 1133, le Pape Innocent II élève Gènes au rang d'archevêché et divise la Sardaigne en deux, attribuant le nord à Gènes et le sud à Pise. Pendant les guerres de la décennie suivante, Comita est le seul allié des génois.
De 1133 a 1145, il y a un blanc dans les sources se référant à Comita et il est possible que son frère Torbeno ait usurpé son trône pendant qu'il est engagé dans un conflit avec le Judicat de Torres. En 1145, Comita ressaisit le pouvoir et il est excommunié par Baudouin, archevêque de Pise. Le prélat pisan qui intervient dans l'île comme légat du pape, excommunie Comita pour avoir opprimé le peuple et avoir combattu contre Pise et contre sa volonté. Bernard de Clairvaux envoie une lettre au pape Eugène III pour justifier la décision d'excommunication. Nominalment le Judicat d'Arborée est annexé au Logudoro. Comita meurt peu après.